# Intent de cop d'estat al Sudan de 2021
El 21 de setembre de 2021, el Sudan va sofrir un intent de cop d'Estat contra el consell militar que governa el país d’ençà del cop d'estat de 2019, el Consell Legislatiu de Transició.
El govern militar era conscient de l'imminent cop militar i estava esperant els primers passos dels colpistes. Hores més tard, el govern sudanès va anunciar que almenys 40 funcionaris foren detinguts en la matinada del 21 de setembre de 2021. Un portaveu del govern va manifestar que entre ells hi havia «restes del règim anterior», referint-se a antics funcionaris del govern del president Omar al-Bashir, i membres del cos armat del país.